# Genuíno Olímpio Sampaio
Genuíno Olimpio Sampaio (Bahia, 1822 — Sapiranga, 18 de julho de 1874) foi um militar brasileiro.

## Biografia
Filho de Henrique José Sampaio e Zeferina Maria da Conceição Sampaio. Fez seus estudos básicos em Salvador e depois empregou-se no comércio. Com a eclosão da Sabinada, refugiou-se no sertão, onde sentou praça nas tropas legalistas, com apenas 14 anos, em 11 de novembro de 1837. No ano seguinte combateu na retomada de Salvador, logo a seguir pediu transferência para o Rio Grande do Sul, estado conturbado pela Revolução Farroupilha. Lá combateu de 1838 até 1844.
Tenente em 1847, dois anos depois estava em Pernambuco, combatendo a Revolta Praieira. Em 1851, sob o comando do conde de Porto Alegre, tomou parte da Guerra contra Rosas, tendo participado da Batalha de Monte Caseros. De 1860 a 1868 fez parte da comissão exploradora do Alto-Uruguai.
Capitão em 1865, voluntariou-se para a Guerra do Paraguai, tendo ficado até o fim do conflito, participando de 21 conflitos, entre eles a Batalha de Estero Bellaco, Batalha de Tuiuti, Batalha de Curupaiti (onde foi ferido, mas não abandonou o comando de seu pelotão), Batalha de Lomas Valentinas (já como tenente-coronel, promovido poucos dias antes).
Retirou-se para Porto Alegre, desgostoso e lá foi chamado de volta pelo marquês do Erval, participando dos combates até o final da guerra. Retorna ao Rio Grande do Sul, onde recebeu o comando de uma unidade em Bagé, depois transferiu-se com seu batalhão para Porto Alegre.
Com a Revolta dos Muckers, em 1874, foi destinado a combatê-la. Partiu em busca dos revoltosos com sua tropa, mas foi emboscado em 28 de junho e teve que recuar, perdendo 39 homens, enquanto os revoltosos haviam perdido somente 6. Retornou, a 18 de julho, com reforços, e atacou os revoltosos. Jacobina Maurer, líder do movimento, conseguiu fugir com alguns seguidores, um dos quais alvejou Genuíno Sampaio, que faleceu no dia seguinte.